# Hermann Stork
Hermann Stork (n. 30 august 1911, Gießen, Hessa, Germania – d. 12 iunie 1962, Frankfurt am Main, RFG) a fost un săritor în apă ce a reprezentat Germania, medaliat olimpic. A participat la o ediție a Jocurilor Olimpice (1936) în care a câștigat o medalie de bronz.

## Participări
Lista de mai jos prezintă principalele competiții la care a participat Hermann Stork de-a lungul carierei.
- diving at the 1936 Summer Olympics – men's 10 metre platform[*]